# Blastobasis hulstella
Blastobasis hulstella é uma espécie de mariposa do gênero Blastobasis pertencente à família Coleophoridae.